# (466442) 2013 TX72
(466442) 2013 TX72 es un asteroide perteneciente al cinturón de asteroides, descubierto el 3 de octubre de 2013 por el equipo Spacewatch desde el Observatorio Nacional de Kitt Peak (Arizona, Estados Unidos).